# Hassidisme
El hassidisme (hebreu: חסידות, hasidut‎) és el terme utilitzat pels rabins per descriure els jueus que mantenen el nivell més alt d'observança religiosa i acció moral. El terme s'ha aplicat a moviments de tres èpoques diferents.

## Història del moviment
Els primers hasids, també anomenats assidis o hassidis, eren una secta jueva antiga que es desenvolupà entre 300 aC i 175 aC i que eren els partidaris més rígids del judaisme en contraposició d'aquells jueus que estaven començant a estar afectats per influències hel·lenístiques. Els hassids van portar la resistència a la campanya hel·lenitzadora d'Antíoc IV de Síria, i també figuraven en gran part en les primeres fases de la rebel·lió dels Macabeus.
Durant els segles xii i xiii, sorgia a Alemanya un grup específic conegut com a Hasidei Aixkenaz. Influïts per Ben Saadia Joseph i amb elements messiànics i místics, consideraven la seva ideologia central la unitat de Déu. L'obra ètica principal que es derivava del grup era el Séfer Hasidim (el llibre dels justos).
El tercer moviment amb el terme hassidisme és el fundat en el segle xviii per Israel Ben Eliezer (1698-1760), un místic, curandero i xaman conegut com a Baal Xem Tov, a Podíl·lia, Ucraïna, en aquell temps part de Polònia.
El moviment, conegut com a hassidisme, es va anar expandint principalment als territoris de Belarús, Ucraïna, Lituània, Polònia, Rússia, Imperi Austrohongarès, Romania i Alemanya.

## El hassidisme avui
El hassidisme és un moviment molt important dins del judaisme ortodox, les congregacions hassídiques principals són les següents:

### Belz
Belz (hebreu: בעלז‎) és una dinastia hassídica que va ser fundada en el poble de Belz a Ucraïna, prop de la frontera polonesa, en un territori que antigament havia format part de la Corona del Regne de Polònia. La dinastia va ser fundada a principis del segle xix pel rabí Shalom Rokeach, també conegut com a Sar Shalom, i va ser liderada pel seu fill, el rabí Yehoshua Rokeach, i pel seu net, el rabí Yissacar Dov, i pel seu besnet, el rabí Aharon. Va ser precisament el rabí Aharon qui liderava la dinastia de Belz, just abans de la invasió nazi de Polònia en 1939. Tot i que el rabí Aharon va poder fugir d'Europa, la major part dels hasidim de Belz van ser assassinats. El rabí Aharon va establir de nou la dinastia a Tel-Aviv, Israel. Actualment Belz és una de les majors dinasties hassídiques que estan presents a Israel, i també té una presència considerable a Anglaterra, Brooklyn, Nova York, i el Canadà.

### Bobov
Bobov (hebreu: באבוב‎) es una comunitat hassídica originària del poble de Bobowa, Polònia, i que ara té el seu quarter general en el barri de Boro Park, a Brooklyn, Nova York. En el poble de Bobowa va néixer la dinastia hassídica de Bobov. L'any 1900 la comunitat jueva de Bobowa comptava amb unes 749 persones. Durant la Segona Guerra Mundial, Bobowa va resultar ser un punt de concentració, on els jueus de tota la regió i dels voltants, van ser concentrats i enpresonats, abans de ser massacrats. Bobov també està present en el barri de Williamsburg, Brooklyn, i en el poble de Monsey, Nova York, al Canadà; Mont-real i Toronto, a Bèlgica; Anvers, i a Anglaterra; Londres. Bobov té una presencia important a Israel; Jerusalem, Bené-Berac, Ashdod, Kiryat Bobov, i Bat Yam.

### Breslev
Breslev (hebreu: ברסלב‎) va ser fundada a la vila de Bratslav, a la Província de Txerkassi, a Ucraïna. Els seguidors del rabí Nakhman de Breslev es reuneixen cada any a Uman, Ucraïna, durant la festa de Roix ha-Xanà.
Nakhman de Breslev, (Medjíbij, Ucraïna) va néixer el primer dia del mes de Nissan (el 4 d'abril de 1772). La seva Hilula (aniversari) se celebra el 18 de Tixrí, el quart dia de Sukkot, data que va coincidir en el calendari solar amb el 16 d'octubre de 1810. El rebe, com era conegut en el seu cercle de seguidors, va ser un gran tzadik, un continuador i pilar del moviment hassídic, era besnet del rabí Baal Xem Tov, fundador del moviment hassídic, que va néixer a Medjíbij, Ucraïna. Alguns autors fan notar que la seva contribució principal és la combinació de la Càbala amb l'estudi profund de la Torà. Un punt central dels seus ensenyaments rau en l'alegria. El seu consell continu és alegria i l'oració com a eina principal del seu mètode espiritual. És un important canal que aporta tot un nou sistema de pensament jueu. Com a gran tzadik, va facilitar i simplificar el llenguatge del sistema judaic i amb el seu coneixement el va fer accessible a més persones. Va tenir centenars de seguidors a la seva vida, i el seu moviment continua fins avui dia amb desenes de milers de membres de la seva hasidut. És costum anar a visitar la seva tomba a Uman, sobretot durant la festivitat de Roix ha-Xanà, l'any nou del calendari jueu.

### Guer
Guer es una dinastia hassídica originària de Guer, el nom en jiddisch de la vila de Góra Kalwaria, un petit poble de Polònia. El fundador de la dinastia va ser el rabí Yitzchak Meir Alter (1798-1866), conegut també com a Chiddushei HaRim. Abans de la Xoà, hi havia al voltant de 100,000 seguidors de Ger, aleshores eren el grup hassídic més gran de Polònia. Actualment, el moviment està present a Jerusalem, i els seus membres son al voltant d'unes 13,000 famílies, la major part d'elles viuen a la terra d'Israel, i son de fet, la dinastia hassídica més gran de l'Estat d'Israel. Tanmateix, hi ha també algunes comunitats ben establertes de hassidim de Ger a Brooklyn, NY, i Londres, UK, i comunitats menors a Toronto, Canadà, i Los Angeles, CA.

### Habad Lubavitx
Habad Lubavitx (hebreu: חבד ליובאוויטש‎) va ser fundada a la localitat de Lyubavichi, a Rússia, és una organització jueva hassídica la seva seu central es troba al barri de Crown Heights, a Brooklyn, a la ciutat de Nova York. Va ser fundada pel rabí Schneur Zalman de Liadí (1745-1812). Actualment l'escola s'adhereix als ensenyaments del rabí Menachem Mendel Schneerson, i afirma tenir més de 200.000 adeptes a tot el món. El nom Habad prové d'un acrònim hebreu, que correspon a prendre la primera lletra de les paraules Chochma, Bina i Daat, que respectivament volen dir Inspiració, Enteniment i Consciència, i que dins d'aquesta filosofia representen les parts de l'intel·lecte de l'ésser humà. La paraula Lubavitx és el nom d'una població situada a Rússia (Любавiчы o Lyubavichi), la qual va ser la seu central del moviment per més d'un segle després que el fill del rabí Schneur Zalman de Liadí s'establís allà. Si bé el nom de la ciutat va ser relacionat amb el moviment, el significat de Lyubavichi en belarús és "Ciutat de l'Amor" el que va impregnar d'un simbolisme especial al nom del moviment.

### Karlin-Stolin
Karlin-Stolin (ídix: קרלין סטולין) és una dinastia hassidica que es va originar amb el Rabí Aharon de Karlin en el poble de Karlin, a Belarús. Karlin va ser un dels primers centres dels hassidim que es va establir a Lituània. Actualment, la dinastia Karlin-Stolin està creixent una vegada més després d'haver estat delmada durant l'Holocaust. Els hassidim de la secta Karlin-Stolin es poden trobar a tot el món: a Israel, Amèrica, Rússia, Anglaterra, Mèxic i Ucraïna.

### Lev Tahor
Lev Tahor (hebreu: לב טהור‎) (en català: cor pur) es un secta jueva ultra-ortodoxa, que ha estat fundada pel rabí Shlomo Helbrans, i que practiquen una forma de judaisme molt austera. Els Lev Tahor són antisionistes. El grup generalment segueix una versió molt estricta de la Halacà, la llei jueva ortodoxa, a més de tenir llargues sessions de pregàries, matrimonis entre adolescents, i una dur roba de color negre. Les dones Lev Tahor es cobreixen tot el cos, des del cap fins als peus. El grup ha canviat de país tot sovint, els Lev Tahor van marxar del Canadà, després de diversos problemes amb les autoritats locals en dues províncies del Canadà: Ontario i Quebec. Els membres del grup han estat forçats a marxar del poble de San Juan La Laguna, a Guatemala, i actualment s'han instal·lat en un edifici de viviendes de Guatemala City, la capital del país.

### Satmar
Satmar (hebreu: סאטמר‎), és un moviment que s'adhereix al judaisme hassídic originari del poble de Szatmárnémeti (ara anomenat Satu Mare, Romania), ubicat en el seu moment al Regne d'Hongria.
La major part de la comunitat viu a Williamsburg, Brooklyn a Nova York, així com en la comunitat de Kiryas Joel, Monroe Township, Nova York i també a Boro Park, Brooklyn, Monsey, Nova York i altres centres de jueus haredim a l'Amèrica del Nord, Europa, Israel i l'Argentina. Durant molt de temps i en forma tradicional, el Rebbe de Satmar, Yoel Teitelbaum, va ser el president de l'Edah Haredit de Jerusalem, encara que cap dels anteriors Rebbes va viure permanentment en aquesta ciutat. Aquesta tradició va acabar l'any 2006, amb la mort de l'anterior Rebbe, Moshe Teitelbaum.
Satmar és actualment un dels moviments hassídics més grans, encara no hi ha disponibles comparacions demogràfiques amb altres grups hassídics. S'estima en 120,000 el nombre dels seus adherents, sense incloure a un cert nombre de moviments hassídics hongaresos que s'adhereixen a l'antisionisme, i que s'identifiquen amb Satmar.

## Grups no hassídics

### Neturei Karta
Neturei Karta (judeoarameu: נטורי קרתא, ‘guardians de la ciutat’) és un grup de jueus haredites que rebutgen qualsevol forma de sionisme, per la qual cosa s'oposen a l'existència de l'Estat d'Israel, i tenen la creença que als jueus se'ls prohibeix tenir el seu propi Estat fins a la vinguda del Messies. Els membres del grup es concentren principalment a Jerusalem. També tenen petites delegacions, tant en altres ciutats israelianes com a l'estranger, destacant les delegacions de Londres i Nova York.